# Geni per caso
Geni per caso (Wicked Science) è una serie televisiva australiana, prodotta da Network Ten in collaborazione con l'emittente televisiva tedesca ZDF, che, in Italia, è andata in onda sul canale pay TV Disney Channel dal 13 settembre 2004 e in chiaro su Rai 3 dal 21 marzo 2005.
La serie ha riscosso un grande successo in tutto il mondo, e conta due stagioni da 26 episodi.

## Trama
La storia ha inizio con un incidente all'interno del laboratorio scientifico di una scuola in cui due ragazzi dai caratteri diversi, Elizabeth Hawke (Bridget Neval) e Toby Johnson (André De Vanny), vengono colpiti da un raggio che li fa diventare d'ora in poi due geni della scienza. I due entreranno in contrasto, Elizabeth cercherà di avvantaggiarsi della situazione, con cattiveria, per fini personali; mentre Toby si darà invece da fare per annullarne gli effetti.

## Episodi
La serie è prodotta in collaborazione con l'emittente televisiva tedesca ZDF ed è stato realizzata in Australia su Network Ten e che in Italia è andato in onda su Disney Channel dal 13 settembre 2004 al 2006. La trasmissione in chiaro avviene su Rai 3 per la prima stagione a partire dal 21 marzo 2005 e la seconda dal 9 gennaio 2007.
| Stagione         | Episodi | Prima TV originale | Prima TV Italia |
| ---------------- | ------- | ------------------ | --------------- |
| Prima stagione   | 26      | 2004               | 2004            |
| Seconda stagione | 26      | 2005-2006          | 2006            |

## Personaggi principali
- Toby Johnson: È un simpatico e maldestro ragazzo delle superiori, che a quindici anni diventa per caso un genio della scienza. Da questo momento in poi la sua vita cambia radicalmente: se da una parte le nuove potenzialità acquisite sembrano avvantaggiare Toby, dall'altro gli procurano un sacco di guai. Toby tenta di utilizzare il suo genio solo per scopi benefici, tuttavia ogni suo progetto è ostacolato da Elizabeth, una sua compagna di classe diventata genio insieme a lui. Toby è inoltre indaffarato nel tentare di fermare le malefatte di Elizabeth. Alla fine della prima serie riesce ad invertire il processo sia su di sé che su Elizabeth, tornando uno studente normale. Nella seconda serie torna ad essere un genio e si fidanza con la bella Nikki, anche se è evidente che provi qualcosa per la sua acerrima nemica Elizabeth. Nella seconda serie, infatti, l'amore di Elizabeth sembrerà essere contraccambiato.
- Elizabeth Hawke: Nel primo episodio appare come una ragazza studiosa, silenziosa e timida, con una chiara cotta per Toby. Ma dopo essere diventata per caso un genio della scienza, crea oggetti malefici ed organizza spaventosi piani per rovinare la vita a Toby e ai suoi amici e, talvolta, per farsi largo nel mondo della scienza. L'unica cosa che frena Elizabeth è la paura di essere scoperta e di diventare oggetto di studio da parte di istituti del paranormale. Per di più Elizabeth è innamorata di Toby sin dalle elementari e quando costui si innamorerà di Dina e Nikki, si mostrerà molto gelosa. Infatti la ragione predominante che la spinge a contrastare Toby è il fatto che non sopporta che lui non la ricambi. Al termine della prima serie rivela a tutti la sua genialità, ma a causa di un errore di valutazione nel creare un clone di T-Rex, mette in pericolo molte persone e viene etichettata come una folle. Perde la sua genialità insieme a Toby quando quest'ultimo inverte il processo e torna alla normalità. Avendo però trascritto il metodo per diventare un genio, Elizabeth riesce a riacquisire le sue capacità e usa una delle invenzioni per far dimenticare a tutti ciò che fece mesi prima (a parte Toby e Russel). Nella seconda serie cercherà in tutti i modi di conquistare Toby, ma sempre usando le sue invenzioni subdole, il che la rende ancor più odiosa agli occhi del ragazzo. Quando Jack le dà le attenzioni che vorrebbe ricevere da Toby si illude di poter essere felice con lui, per poi essere tradita quando scopre che l'aveva soltanto usata per ottenere la genialità.
- Russell "Russ" Skinner: È il miglior amico di Toby ed è sempre pronto a dargli una mano quando si trova nei guai. Imbranato e maldestro, ha bisogno di Toby per far colpo sulle ragazze. In alcune occasioni sembra che gli piaccia Verity.
- Dina Demiris: È una ragazza nuova arrivata alla Sandy Bay School. Fa subito amicizia con Toby e Russ e, immediatamente, odia Elizabeth. Non è presente nella seconda stagione, perché partirà per un anno di studi all'estero, come viene detto nella prima puntata della seconda stagione. È visibilmente innamorata di Toby e per questo lei ed Elizabeth si detestano.
- Sacha Johnson: È la cugina di Toby; si può dire che sostituisca Dina nella seconda stagione. Studiosa e spigliata, ama molto cavalcare e fa sempre tutto il possibile per aiutare Toby a fermare le malefatte di Elizabeth, anche se, a differenza di Dina, non la odia esplicitamente.
- Verity McGuire: ragazza timida e dall'aria perennemente spaesata, si considera la migliore amica di Elizabeth, ma in realtà è la sua serva e non fa altro che eseguire i suoi ordini, sebbene controvoglia: si rende conto, infatti, che i progetti di Elizabeth non portano a nulla di buono. Ciò nonostante Elizabeth non ammette di apprezzare il suo aiuto puramente per orgoglio, in realtà la considera la sua unica amica. In alcune occasioni sembra che a Verity interessi Russel.
- Garth King: è il vero e proprio stereotipo del bullo, rissoso e spaccone. È particolarmente forte e approfitta di questo per minacciare gli altri ragazzi, in particolare Russ. Precoce, alto e corpulento, è compagno di Elizabeth, ma le è "utile" esclusivamente per la sua forza, dal momento che è decisamente poco sveglio.
- Jack Bayle: Appare per la prima volta nella seconda stagione, in cui ricopre, insieme alla sorella Nikki, il ruolo di proprietario di un bar sulla spiaggia molto gettonato per i frappé. Ficcanaso e incredibilmente curioso, fin dal primo momento si dimostra sospettoso nei confronti di Toby ed Elizabeth. Proprio a causa sua i due geni rischiano di essere scoperti. Quando scoprirà il loro segreto tenterà di trasformarsi lui in un genio, con lo scopo di diventare ricco. Per farlo finge di essere innamorato di Elizabeth e, dopo essersi fatto rivelare come diventare un genio, esegue la procedura su di sé. Dopo aver ottenuto ciò che desidera ridicolizza i sentimenti di Elizabeth, affermando di averla solo usata e cerca di andarsene. Toby lo ferma e inverte il processo, facendolo tornare normale.

## Altri personaggi
- Phil Johnson: padre di Toby e zio di Sacha, lavora come giardiniere nella scuola del figlio.
- Sean Banks: il bello della scuola nella prima stagione, per il suo cuore concorreranno Elizabeth e Dina.
- Bianca: la bella della scuola nella prima stagione, riceve la corte di Toby ma tra i due non funzionerà mai.
- Nikki Bayle: sorella di Jack, campionessa di nuoto con il quale gestisce il bar della sua famiglia ed è fidanzata con Toby.
- Alexa Vyner: preside della prima stagione, adora la cultura giapponese ed i suoi manufatti. Scopre la verità su Elizabeth e Toby alla fine della prima stagione e si schiera contro Elizabeth.
- Carl Tesslar: professore di scienze durante la prima stagione che alla fine scoprirà il segreto di Toby ed Elizabeth quando sarà Toby a rivelarglielo e si schiera contro Elizabeth.
- Olivia Buckingham: professoressa di educazione fisica nella prima stagione, allena la squadra di basket dove giocano Toby, Russ, Garth e Sean.
- Miranda Hammer: preside della seconda stagione, vuole ridare prestigio scolastico e sportivo alla scuola che dirige.
- Neil Woods: professore di scienze durante la seconda stagione, è temuto dagli studenti per i suoi "compiti a sorpresa".
- Coach Scott: professore di educazione fisica nella seconda stagione, allena la squadra di nuoto dove ci sono Garth e Nikki. Sostituisce Olivia Buckingam.